# Iris foetidissima
Il giaggiolo puzzolente (Iris foetidissima L.) è una pianta della famiglia delle Iridaceae.

## Descrizione
È una pianta erbacea perenne, rizomatosa, alta 12–20 cm.
Le foglie sono numerose, lineari piatte, lunghe 10–20 cm e larghe 2–4 cm, glauche, glabre.
I fiori, inodori e singoli, sono tipicamente viola tenue. Nel periodo di fioritura la pianta sviluppa un baccello per fiore contenente semi di colore arancio che in autunno, a termine fioritura, si schiude e regala una seconda e piacevole caratteristica decorativa di questa specie.
Fiorisce da marzo a maggio.
È definita foetidissima a causa dell'odore emanato, conseguente alla rottura o al taglio della sua foglia.

## Distribuzione e habitat
La specie è diffusa nell'Europa centro-occidentale e nelle isole Azzorre.
Si adatta a numerosi tipi di clima: continentale, mediterraneo, alpino. Sempreverde, resistente alle gelate, gradisce luoghi soleggiati o mezz'ombra.

## Tassonomia
La famiglia delle Iridaceae, attribuita dal Sistema Cronquist all'ordine Liliales, viene ascritta invece dalla più moderna Classificazione APG all'ordine Asparagales.
Secondo l'inquadramento sistematico proposto da Pignatti, che opera una forte semplificazione, tutte le Iris rizomatose, barbate e 1(2-3) flore sono inquadrabili in due sole specie: Iris chamaeiris e Iris pseudopumila (che differiscono tra loro per la lunghezza del tubo corollino: 1,5-2 volte e 3-5 l'ovario, rispettivamente).